# Jean Clédou
Pour le cours d’eau français, voir Clédou.
Jean Clédou est un homme politique français né le 25 mai 1841 à Navarrenx (Pyrénées-Atlantiques) et décédé le 17 octobre 1903 à Navarrenx.

## Biographie
Docteur en médecine en 1868, il s'installe à Navarrenx, dont il devient maire de 1870 à 1903. Il est conseiller général du canton de Navarrenx de 1878 à 1903 et député des Basses-Pyrénées de 1891 à 1902, inscrit au groupe des Républicains progressistes. 